# Новоаврамівська сільська громада
Новоаврамівська сільська об'єднана територіальна громада — колишня об'єднана територіальна громада в Україні, в Хорольському районі Полтавської області. Адміністративний центр — село Новоаврамівка.
Площа громади — 137,2 км², населення — 2691 мешканець (2018).
Утворена 9 жовтня 2015 року шляхом об'єднання Грушинської, Ковалівської та Новоаврамівської сільських рад Хорольського району.
12 червня 2020 року громада була ліквідована і увійшла до Хорольської міської громади.

## Населені пункти
До складу громади входять 10 сіл: Барилове, Бубереве, Грушине, Ковалі, Кулиничі, Мала Попівка, Мелюшки, Новоаврамівка, Попівка та Широке.